# Miles Joseph Berkeley
Miles Joseph Berkeley (n. 1 aprilie 1803,  Biggin Hall, Northamptonshire – d. 30 iulie 1889, Sibbertoft pe lângă Market Harborough) a fost un teolog și preot anglican englez care și-a făcut un renume ca botanist și zoolog, în primul rând însă ca criptogamist și micolog (în care calitate a introdus termenul fungology), fiind recunoscut ca unul din fondatorii fitopatologiei. Abrevierea numelui său în cărți științifice este Berk..

## Biografie

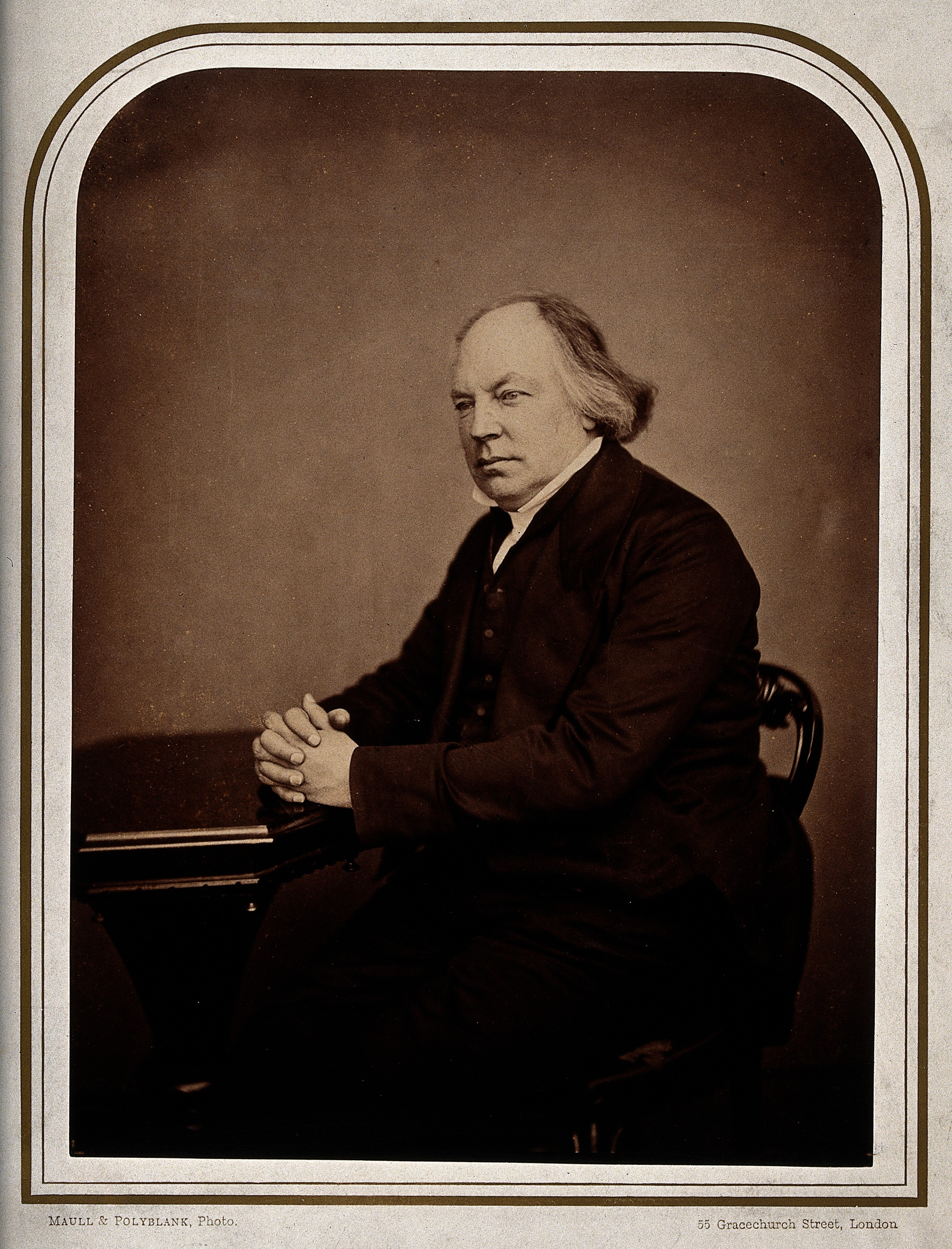
M. J. Berkeley ca preot

Berkeley s-a dedicat de la o vârstă fragedă studiului naturii, acordând o atenție deosebită structurii și obiceiurilor animalelor. De asemenea, a făcut o colecție concologică și  macologică extinsă. El a fost educat la școala din Rugby și a studiat la Christ's College, instituție alăturată Universității din Cambridge, filozofie și teologie, unde a luat titlul de bacalaureat universitar (bachelor) în 1825. După ce a fost hirononit preot (1826) a fost numit vicar, mai întâi în Apethorpe, din 1833 în Wood Newton, și din 1868 în Sibbertoft în apropiere de Market Harborough. Mai departe a fost numit în iunie 1854 decan rural pentru o parte a districtului Northampton.

### Zoolog și botanist
Pe lângă sarcinile preoțești, Berkeley s-a dedicat cu precădere științelor naturale, în special biologiei. Prima sa lucrare publicată a fost On new species of Modiola and Serpula în Zoological Journal (1828). A fost urmată de On the internal structure of Helicolimax Lamarckii, On Dentalium subulatum și On the animals of Voluta and Assiminia (idem 1832-1834) precum On British Serpulae și Dreissenia polymorpha în Magazine of Natural History (1834–36). O serie de desene și disecții colorate, ilustrând studiile zoologice ale lui Berkeley, pot fi admirate la ierbarul din Kew Gardens. Deși toate publicațiile lui Berkeley până atunci se ocupaseră de subiecți zoologici, studiul botanicii nu a fost niciodată neglijat de el și, după ce a făcut cunoștința cu savanții William Henry Harvey din Dublin, Robert Kaye Greville din Edinburgh, autor al Scottish Cryptogamic Flora, și căpitanul Dugald Carmichael din districtul Appin, Scoția, trei dintre cei mai celebri criptogamici ai vremii, a terminat studiul serios al subiecților zoologici și și-a dedicat întregul timp liber formelor inferioare de plante. Locuind la Margate, algele marine i-au atras atenția în mod deosebit, iar în 1833 a publicat Gleanings of British Algae, o lucrare constând dintr-o serie de investigații detaliate privind structura formelor mici și puțin cunoscute ale speciilor de apă sărată și dulce. Aceasta, ilustrată cu douăzeci de plăci colorate, a fost prevăzută inițial să fie inclusă suplimentul în Scottish Cryptogamic Flora a lui Greville, dar în urma întreruperii acelei opere excelente, a fost publicată ca o broșură independentă.

### Micolog
Berkeley a fost mereu interesat profund de ciuperci și practic toată lucrarea sa mai târzie a fost dedicată acestui grup organisme și, deși bine cunoscut specialist în botanica criptogamică generală, domeniul micologiei i-a adus cele mai mari succese. O revizuire a operei sale în acest domeniu poate fi împărțită în cele mai multe cazuri în trei subcapitole separate: micologia sistematică, morfologia și literatura, precum patologia plantelor. În 1837 a început să publice articole despre bureții britanici în Revista de Zoologie și Botanică (precursoarea analelor și a revistei de istorie naturală) care au apărut la intervale până în 1848. Mai departe a descris între altele ciupercile colectate de Charles Darwin în timpul călătoriei sale cu corabia Beagle precum noutățile expuse în ierbarele din Kew Gardens și British Museum. Între 1844 și 1856, au apărut The Decades of Fungi. În acești ani Berkeley a lucrat cu o activitate intensă, fiind nevoit să angajeze câțiva elevi în vederea îndeplinirii atribuțiilor preconizate. În 1857, a publicat introducerea sa în botanica criptogamică, care probabil a fost cea mai utilă lucrare a sa, deoarece a condus la difuzarea largă a cunoașterii acelui grup și, în plus, a demonstrat o originalitate remarcabilă. În 1879 a fost ales membru al Societății Regale și la puțin timp după acea a prezentat la Kew Gardens colecția sa extinsă de ciuperci de peste 10.000 de specii. Cunoscutul botanist și micolog George Edward Massee (1845-1917)  a estimat, că dintre soiurile aflate în colecții, 4866 exemplare de tip au fost descrise de el însuși și că Berkeley ar fi taxat în total aproape 6.000 de specii.

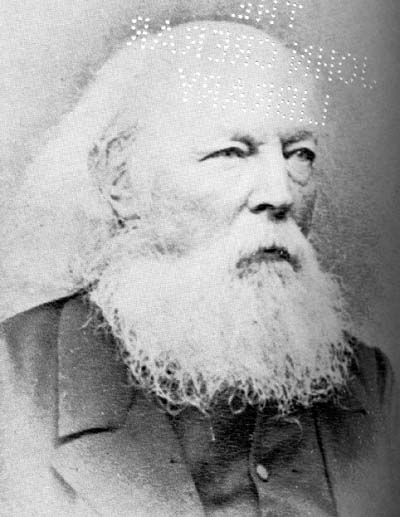
M. J. Berkeley la bătrânețe

Mai mult de 400 de articole despre ciuperci sunt listate singur sub numele Berkeley, în plus numeroase altele, unde a lucrat în colaborare cu Christopher Edmund Broome (1812-1886), Mordecai Cubitt Cooke (1825-1915), Moses Ashley Curtis (1808-1872) și alții.

## Onoruri (selecție)
- Președinte al Northamptonshire Natural History Society
- Membru de onoare al St. Augustine's College din Canterbury
- Membru de onoare al Christ College, Cambridge (1883)
- Membru de onoare al Horticultural Society of London
- Membru al Linnean Society of London (1836)
- Membru al Academiei Regale Suedeze de Științe
- Membru al Academiei Leopoldine
- Membru al Royal Society (1879)
- Premiat cu Royal Medal (1863)

## Genuri și specii descrise de Berkeley (selecție)
Savantul a descris multe specii și câteva genuri zoologice și botanice pentru prima dată. Mai mulți taxoni denumiți de Berkeley vezi mai jos.
| - Diplocystis Berk. & M.A.Curtis, 1869, gen (Diplocystaceae) - Laccaria Berk. & Broome, 1883, gen (Hydnangiaceae) - Paurocotylis Berk., 1855, gen (''Pyronemataceae) - Phellorinia Berk., 1843, gen (Phelloriniaceae) - Amanita ananiceps Berk. ex Sacc., 1887 (Amanitaceae) - Amanita ceciliae Berk. & Broome, 1854 (Amanitaceae) - Asplenium ebenoides R.R.Scott ex Berk., 1866 (Aspleniaceae) - Boletellus ananaeceps Berk. ex Singer, 1955 (Boletaceae) - Calostoma fuscum (Berk.) Massee, 1888 (Sclerodermataceae) - Clavulina cartilaginea (Berk. & M.A.Curtis) Corner, 1950 (Clavulinaceae) - Clavulina chondroides (Berk.) Corner, 1950 (Clavulinaceae) - Clavulina cirrhata (Berk.) Corner, 1950 (Clavulinaceae) - Clavulina connata (Berk.) Corner, 1950 (Clavulinaceae) - Clavulina delicia (Berk.) Corner, 1950 (Clavulinaceae) - Clavulina fusco-lilacina (Berk.) Overeem, 1923 (Clavulinaceae) - Clavulina panurensis (Berk.) Corner, 1950 (Clavulinaceae) - Clavulina tasmanica Berk. ex Cooke) Corner, 1950 (Clavulinaceae) - Cortinarius livido-ochraceus Berk., 1860 (Cortinariaceae) - Cortinarius uliginosus Berk., 1860 (Cortinariaceae) | - Cyclopeltis presliana (J.Sm.) Berk., 1857 (Dryopteridaceae) - Dieffenbachia weirii Berk., 1866 (Araceae) - * Dieffenbachia picta f. weirii Berk., 1878 (Araceae) - Dryopteridaceae Cyclopeltis presliana (J.Sm.) Berk., 1857 (Dryopteridaceae) - Entoloma abortivum (Berk., 1859) Donk, 1949 (Entolomataceae) - Entoloma bloxamii (Berk. & Broome, 1854) Sacc, 1887 (Entolomataceae) - Hygrocybe calyptriformis Berk. (1838) - Lactarius hygrophoroides Berk. & M.A.Curtis, 1859 (Russulaceae) - Lycoperdon pulcherrimum Berk. & M.A.Curtis, 1873 (Agaricaceae) - Marasmius cladophyllus Berk., 1856 (Marasmiaceae) - Marasmius purpurascens Berk. & M.A.Curtis, 1868 (Marasmiaceae) - Marasmius opacus Berk. & M.A.Curtis, 1849 (Marasmiaceae) - Marasmius subglobosus Berk. & M.A.Curtis, 1869 (Marasmiaceae) - Nierembergia veitchii Berk., 1866 (Solanaceae) - Peziza petersii Berk., 1875 (Pezizaceae) - Peziza succosa Berk., 1841 (Pezizaceae) - Pinus ajanensis Berk., 1860 (Pinaceae) - Pluteus aeolus (Berk. & Broome) Sacc. (1887) (Pluteaceae) - Pluteus aethalus (Berk. & M.A.Curtis) Sacc. (1887) (Pluteaceae) - Pluteus aglaeotheles (Berk. & Broome) Sacc. (1887) (Pluteaceae) - Pluteus albolineatus (Berk. & Broome) Sacc. (1887) (Pluteaceae) | - Pluteus brunneopictus (Berk. & Broome) Sacc. (1887) (Pluteaceae) - Pluteus chrysaegis (Berk. & Broome) Petch (1912) (Pluteaceae) - Pluteus chrysophlebius (Berk. & M.A.Curtis) Sacc. (1887) (Pluteaceae) - Pluteus conizatus (Berk. & Broome) Sacc. (1887) (Pluteaceae) - Pluteus escharites (Berk. & Broome) Sacc. (1887) (Pluteaceae) - Pluteus eugraptus (Berk. & Broome) Sacc. (1887) (Pluteaceae) - Pluteus fusconigricans (Berk. & Broome) Sacc. (1887) (Pluteaceae) - Pluteus glyphidatus (Berk. & Broome) Sacc. (1887) (Pluteaceae) - Pluteus grandineus (Berk. & Broome) Sacc. (1887) (Pluteaceae) - Pluteus laetifrons (Berk. & M.A.Curtis) Sacc. (1887) (Pluteaceae) - Pluteus psichriophorus (Berk. & Broome) Sacc. (1887) (Pluteaceae) - Pluteus pulvinus (Berk. & Broome) Sacc. (1887) (Pluteaceae) - Pluteus spilopus (Berk. & Broome) Sacc. (1887) (Pluteaceae) - Pluteus stigmatophorus (Berk. & Broome) Sacc. (1887) (Pluteaceae) - Pluteus subcervinus (Berk. & Broome) Sacc. (1887) (Pluteaceae) - Pluteus thomsonii (Berk. & Broome) Dennis (1948) (Pluteaceae) - Psychotria nivosa Linden ex Berk., 1866 (Rubiaceae) - Strobilomyces strobilaceus Giovanni Antonio Scopoli, 1770 ex Berk., 1851 (Boletaceae) - Thelephora caperata Berk. & Mont., 1849 (Meruliaceae) |

## Publicații (selecție)
- Gleanings of British Algae (1833)
- The English Flora în „James Edgar Smith: „The English Flora”, vol. 5, partea a 2-a, Editura Longman, Hurst et al., Londra 1836
- Notices of British fungi (1837-1885)
- On the fructification of the pileate and clavate tribes of hymenomycetous fungi, în: Ann. of natural history, vol. 1, nr. 2 p. 81-101 (1838)
- Description of exotic fungi in the collection of Sir W. J. Hooker, from memoirs and notes of J. F. Klotzsch, with additions and corrections, în: Ann. of natural history, nr. 3 p. 325-401 (1839)
- On the fructification of 99, Lycoperdon, 121, Phallus, and their allied genera, în: Ann. of natural history, nr. 4, p. 155–159 (1840)
- Notices of some Brazilian fungi, în: The London Journal of Botany, nr. 2, p. 629 - 643 (1843)
- Decades of Fungi, în: Journal of Botany (1844-1856)
- Centurie de plantes cellulaires exotiques nouvelles: 11.5, în: Ann. des Sciences Naturelles. Botanique, vol. 3 nr. 11, p. 235-256, împreună cu Jean Pierre Francois, Camille Montagne (1849)
- Contributions to the mycology of North America, în: American Journal of Science and Arts, împreună cu Moses Ashley Curtis (1849-1850)
- The botany of the Antarctic voyage: Fungi (1855-1860)
- Introduction to cryptogamic botany, Editura H. Baillière, Londra, 604 pp. (1857)
- Outlines of British fungology, containing characters of above a thousand species of fungi and a complete list of all that have been described as natives of the British isles, Editura. L. Reeve, Londra, 442 pp. (1860)
- Characters of new fungi, collected in the North Pacific exploring expedition by Charles Wright, în: Proc. of the Nat. Academy of Arts & Sci. USA, nr. 4 p. 111-130, împreună cu Moses Ashley Curtis (1860)
- Outlines of British Fungology (1860)
- Handbook of British mosses comprising all that are known to be natives of the British Isles, Editura L. Reeve, Londra 1863
- Fungi Cubenses, în: The Journal of the Linnean Soc. Botany, nr. 10, p. 280-392, împreună cu Moses Ashley Curtis (1869)
- Notices of North American Fungi, în: Grevillea (1872-1876)
- Enumeration of the fungi of Ceylon, în: The Journal of the Linnean Soc. Botany, nr. 14, p. 29-140, împreună cu Christopher Edmund Broome (1875)[8]
- The fungi of Brazil, including those collected by J. W. H. Trail... in 1874, în: The Journal of the Linnean Soc. Botany, nr 15, p. 363, împreună cu Mordecai Cubitt Cooke (1877)
- List of fungi from Brisbane, Queensland with descriptions of new species, în: Trans. of the Linnean Soc. of London, vol. 2, nr. 1, împreună cu Christopher Edmund Broome (1880)
- Notices of British fungi, în: Ann. and Magazine of Natural History, vol. 5, nr. 12, p. 370 pp., împreună cu Christopher Edmund Broome (1883)
- List of fungi from Queensland and other parts of Australia with descriptions of new species, în: Trans. of the Linnean Soc. of London, vol. 2, nr. 2, p. 222 pp., împreună cu Christopher Edmund Broome (1886)